# 1584
| 1584               |
| ------------------ |
| Dødsfald - Fødsler |
|                    |

| Gregoriansk kalender | 1584 MDLXXXIV           |
| Ab urbe condita      | 2337                    |
| Armensk kalender     | 1033 ԹՎ ՌԼԳ             |
| Kinesiske kalender   | 4280 – 4281 癸未 – 甲申 |
| Etiopisk kalender    | 1576 – 1577             |
| Jødisk kalender      | 5344 – 5345             |
| Hindukalendere       |                         |
| - Vikram Samvat      | 1639 – 1640             |
| - Shaka Samvat       | 1506 – 1507             |
| - Kali Yuga          | 4685 – 4686             |
| Iransk kalender      | 962 – 963               |
| Islamisk kalender    | 992 – 993               |

Konge i Danmark: Frederik 2. 1559-1588

## Begivenheder
- 24. juni – Grindefangst ved Lítla Dímun på Færøerne, begyndelsen af verdens ældste jagtstatistik.